# Flavio Aviano

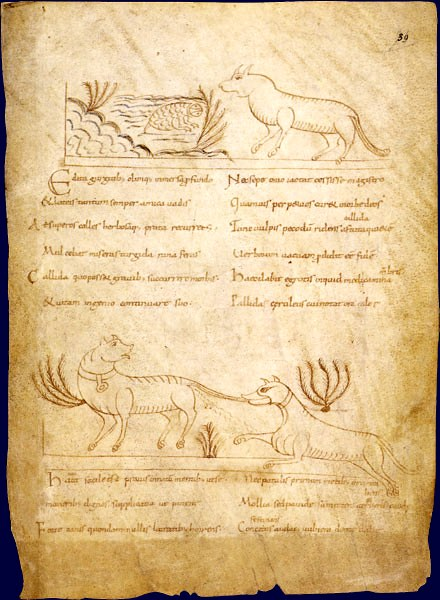
Flavio Aviano. El zorro y el perro. Biblioteca Nacional de Francia, París.

Flavio Aviano (en latín original, Flavius Avianus) fue un escritor latino del siglo IV d. C.

## Biografía
Escribió 42 fábulas en dísticos elegíacos, inspiradas una parte en Babrio y en Fedro, pero otras completamente originales. Fueron muy populares como textos escolares, sobre todo en la Edad Media, porque no contienen ocasionalmente indecencias, como sus modelos. Abundan en ellas los populares hexámetros leoninos. No se conoce nada de su vida; se especula con su supuesta pertenencia al orden senatorial romano.